# Île de Aur
L'île Aur (en malais : Pulau Aur) est une île malaise de l'archipel de Seribuat dans la mer de Chine méridionale. Elle fait partie de l'état de Johor. Elle a une superficie de 12,75 km2.